# Secretaría Regional Ministerial de Salud
Las Secretarías Regionales Ministeriales de Salud o Seremi de Salud, tienen como misión asegurar a todas las personas el derecho a la protección en salud ejerciendo las funciones reguladoras, normativas y fiscalizadoras que al Estado de Chile le competen, para contribuir a la calidad de los bienes públicos y acceso a políticas sanitario-ambientales de manera participativa, que permitan el mejoramiento sostenido de la salud de la población, especialmente de los sectores más vulnerables, con el fin de avanzar en el cumplimiento de los Objetivos Sanitarios de la década. Este servicio funciona en cada región de Chile,  través de la Secretaría Regional Ministerial. También entregan espacios formales de participación ciudadana, entre ellas “El Consejo Asesor Regional de Salud”, integrado por actores y sectores relevantes de diferentes ámbitos de cada región. Fueron establecidas por medio de la Ley N° 19937 de 2004.

## Organización

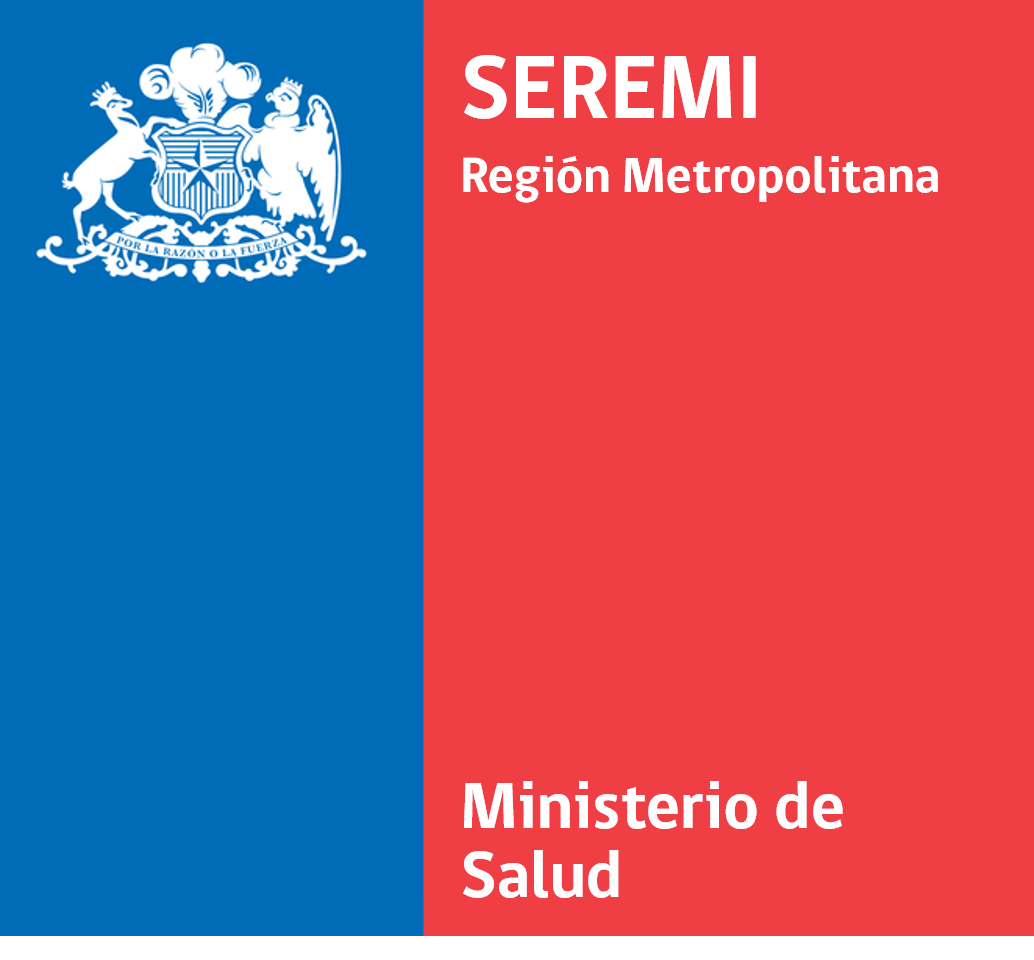
Logotipo oficial del Seremi en la Región Metropolitana

Los ministerios se desconcentran territorialmente mediante secretarías regionales ministeriales, las cuales a su vez se dividen en 16 secretarías regionales ministerial orientados en diferentes índoles, una de ellas es la Secretaría Regional Ministerial de Salud.
- Secretarías Regionales Ministeriales de Salud (SEREMI de Salud): Existen 16, uno en cada región, y sus titulares en la actualidad son:[4]

| Región             | Titular                    | Partido | Partido  |
| ------------------ | -------------------------- | ------- | -------- |
| Arica y Parinacota | Leonardo Valenzuela Atenas |         | AH       |
| Tarapacá           | David Valle Mancilla       |         | FA       |
| Antofagasta        | Jessica Bravo Rodríguez    |         | FA       |
| Atacama            | Jessica Rojas Gahona       |         | PPD      |
| Coquimbo           | Paola Salas Rivas          |         | Ind.     |
| Valparaíso         | Lorena Cofré               |         | FA       |
| Metropolitana      | Gonzalo Soto Brandt        |         | FA       |
| O'Higgins          | Carolina Torres Pinto      |         | Ind.     |
| Maule              | María Icaza Noguera        |         | Ind.     |
| Ñuble              | Ximena Salinas Urrutia     |         | FRVS     |
| Biobío             | Dr.Eduardo Barra Jofré     |         | PCCh     |
| Araucanía          | Andrés Cuyul Soto          |         | Ind.     |
| Los Ríos           | Cristina Ojeda             |         | FA       |
| Los Lagos          | Karin Solís Hinojosa       |         | Ind.     |
| Aysén              | Carmen Monsalve Gómez      |         | Ind.     |
| Magallanes         | Francisca Sanfuentes Parga |         | Ind-PCCh |

## Funciones
De acuerdo a las disposiciones establecidas en la ley 19.937 sobre Autoridad Sanitaria, las Secretarías Regionales Ministeriales de Salud (Seremi) tienen una serie de funciones, de acuerdo con las normas y políticas dictadas por el Ministerio de Salud.
- Velar por el cumplimiento de las normas, planes, programas y políticas nacionales de salud fijados por la autoridad. Asimismo, adecuar los planes y programas a la realidad de la respectiva región, dentro del marco fijado para ello por las autoridades nacionales.

- Ejecutar las acciones que correspondan para la protección de la salud de la población de los riesgos producidos por el medio ambiente y para la conservación, mejoría y recuperación de los elementos básicos del ambiente que inciden en ella, velando por el debido cumplimiento de las disposiciones del Código Sanitario y de los reglamentos, resoluciones e instrucciones sobre la materia, para lo cual se encontrará dotado de todas las facultades y atribuciones que el Código Sanitario y demás normas legales y reglamentarias sanitario ambientales le confieren, de conformidad con lo previsto en el Artículo 14C.

- Adoptar las medidas sanitarias que correspondan según su competencia, otorgar autorizaciones sanitarias y elaborar informes en materias sanitarias. Las normas, estándares e instrumentos utilizados en la labor de fiscalización, serán homogéneos para los establecimientos públicos y privados.

- Velar por la debida ejecución de las acciones de salud pública por parte de las entidades que integran la red asistencial de cada servicio de salud y, en su caso, ejecutarlas directamente, o mediante la celebración de convenios con las personas o entidades que correspondan. En el ejercicio de estas funciones, coordinará aquellas acciones de promoción y prevención cuya ejecución recaiga en los servicios de salud.

- Mantener actualizado el diagnóstico epidemiológico regional y realizar la vigilancia permanente del impacto de las estrategias y acciones implementadas.

- Colaborar, a solicitud de cualquier organismo público del sector salud, en la implementación de procedimientos de recepción de reclamos. Los procedimientos a que se refiere este numeral deberán ser concordados con los mencionados organismos, conforme lo determine el reglamento.

- Cumplir las acciones de fiscalización y acreditación que señalen la ley y los reglamentos y aquellas que le sean encomendadas por otros organismos públicos del sector salud mediante convenio.

- Evaluar el nivel de cumplimiento de las metas fijadas a las entidades administradoras de salud municipal y sus establecimientos, conforme a lo dispuesto en el artículo 4º de la ley Nº 19.813.

- Organizar, bajo su dependencia y apoyar el funcionamiento de la Comisión de Medicina Preventiva e Invalidez.

- Las demás que establezcan las leyes y reglamentos.

Artículo 14 C.- Serán de la competencia del Ministerio de Salud, a través de las secretarías regionales ministeriales, todas aquellas materias que corresponden a los servicios de salud, sea en calidad de funciones propias o en su carácter de sucesores legales del Servicio Nacional de Salud y del Servicio Médico Nacional de Empleados, y que no digan relación con la ejecución de acciones integradas de carácter asistencial en salud, sin perjuicio de la ejecución de acciones de salud pública conforme al número 4 del artículo anterior. En relación con las materias que trata este artículo, los secretarios regionales ministeriales de salud deberán ajustarse a las normas técnicas y administrativas de carácter general que imparta el Ministerio de Salud, ya sea a nivel nacional o regional.
Artículo 14 E.- Existirá en cada secretaría regional ministerial un Consejo Asesor, el que tendrá carácter consultivo respecto de las materias que señale esta ley y sus reglamentos y las que el secretario regional ministerial le someta a su consideración. Los integrantes del Consejo Asesor no percibirán remuneración por su participación en él. El secretario regional ministerial deberá convocar al Consejo en el primer trimestre de cada año con el objetivo de informar acerca de la gestión del año anterior y la planificación del año correspondiente. Un reglamento regulará la forma de nombrar a los integrantes, el procedimiento para adoptar acuerdos y las demás normas que sean necesarias para su funcionamiento.